# Ephesiella gallardoi
Ephesiella gallardoi är en ringmaskart som beskrevs av Fauchald 1974. Ephesiella gallardoi ingår i släktet Ephesiella och familjen Sphaerodoridae. Inga underarter finns listade i Catalogue of Life.